# Della Sowah
Pour les articles homonymes, voir Sowah.
Della Sowah, née le 23 novembre 1959, est la vice-ministre ghanéenne pour le Genre, les Enfants et la Protection sociale,. Elle est également députée de la circonscription de Kpando.

## Jeunesse
Della est née à Kpandu, dans la région de la Volta, le 23 novembre 1959.

## Éducation
Della a obtenu son diplôme en sciences sociales de l'université des sciences et technologies Kwame Nkrumah en 1981. Elle détient un diplôme en finance et une maîtrise en administration des affaires.

## Vie privée
Elle est chrétienne et est mariée.